# Вербів (Носівка)

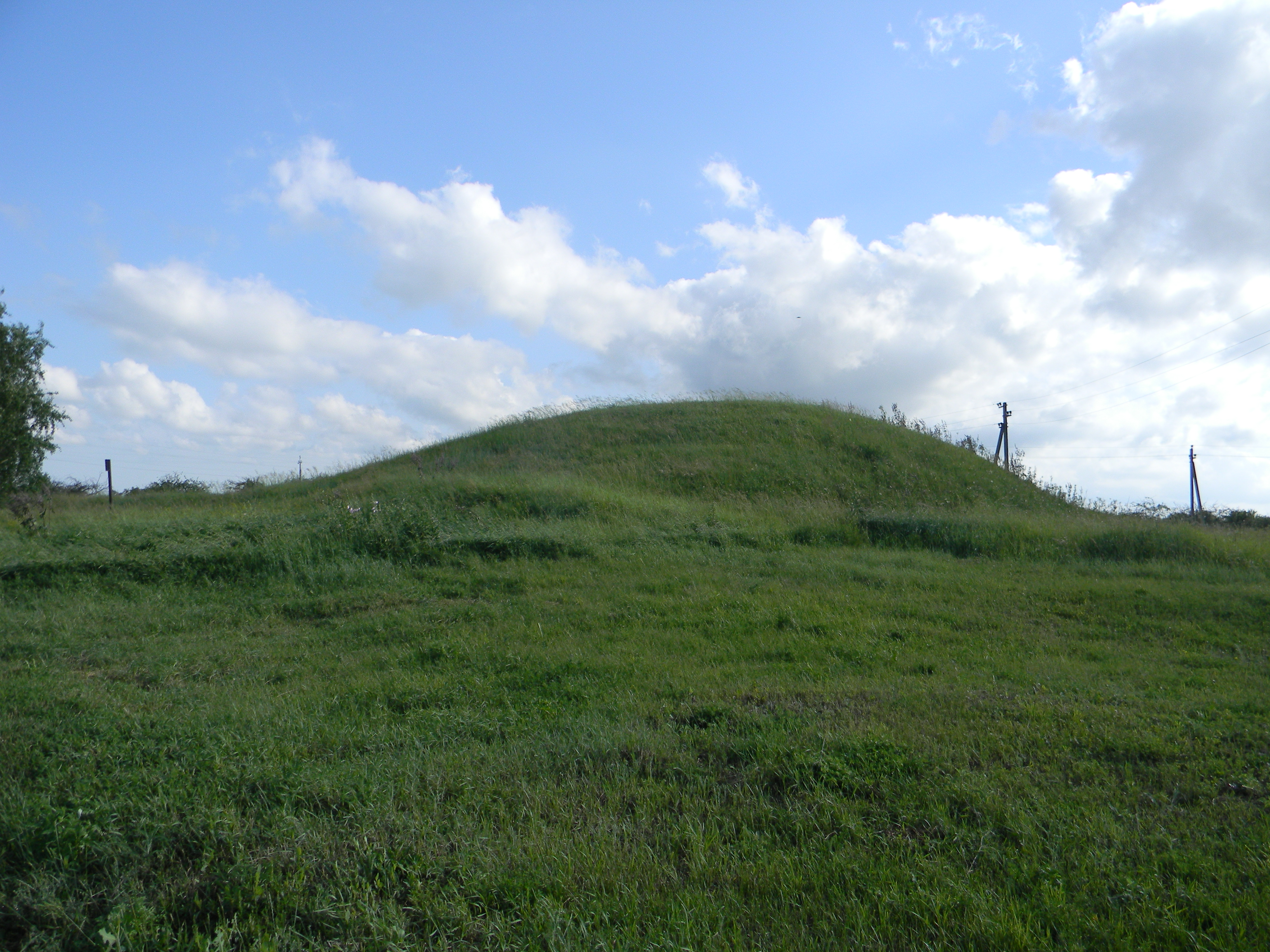
Шаулина могила

Вербів — колишнє село, нині історична назва району міста Носівки.
На Вербові є стародавня могила «Шау́лина могила».Координати - 50.96919, 31.55761 Назва — від родини Шаул, на чиїх землях розташована могила.
В 1895 на Вербові була споруджена і стала до ладу Церковна другокласна школа (тепер Носівський навчально-виховний комплекс № 3).
У 1919–1921 Чернігівське губернське статистичне бюро склало список населених пунктів губернії. За радянської влади у селі розмістилася Ліснохутірська сільська рада. Їй також підпорядковувалися хутори Клепала, Орішне, Петрове, Попове, Турбин і Церковне. До районного центру Носівка, що тоді підпорядковувався Ніжинському округові, вела ґрунтова дорога довжиною 7 верст. Торгові пункти, промислові заклади, телефонні установки і поштово-телеграфні заклади — відсутні. Найближча залізнична станція — Носівка (10 верст).
| Населений пункт | Рід  | Господарств | Мешканців | Відстань (у верстах) до сільради | до райцентру |
| --------------- | ---- | ----------- | --------- | -------------------------------- | ------------ |
| Вербів          | село | 581         | 2738      | —                                | 7            |
| Клепала         | хут. | 65          | 274       | 6                                | 13           |
| Орішне          | хут. | 48          | 237       | 8                                | 15           |
| Петрове         | хут. | 39          | 199       | 4                                | 11           |
| Попове          | хут. | 14          | 63        | 4                                | 11           |
| Турбин          | хут. | 11          | 44        | 7                                | 13           |
| Церковне        | хут. | 23          | 91        | 3                                | 10           |

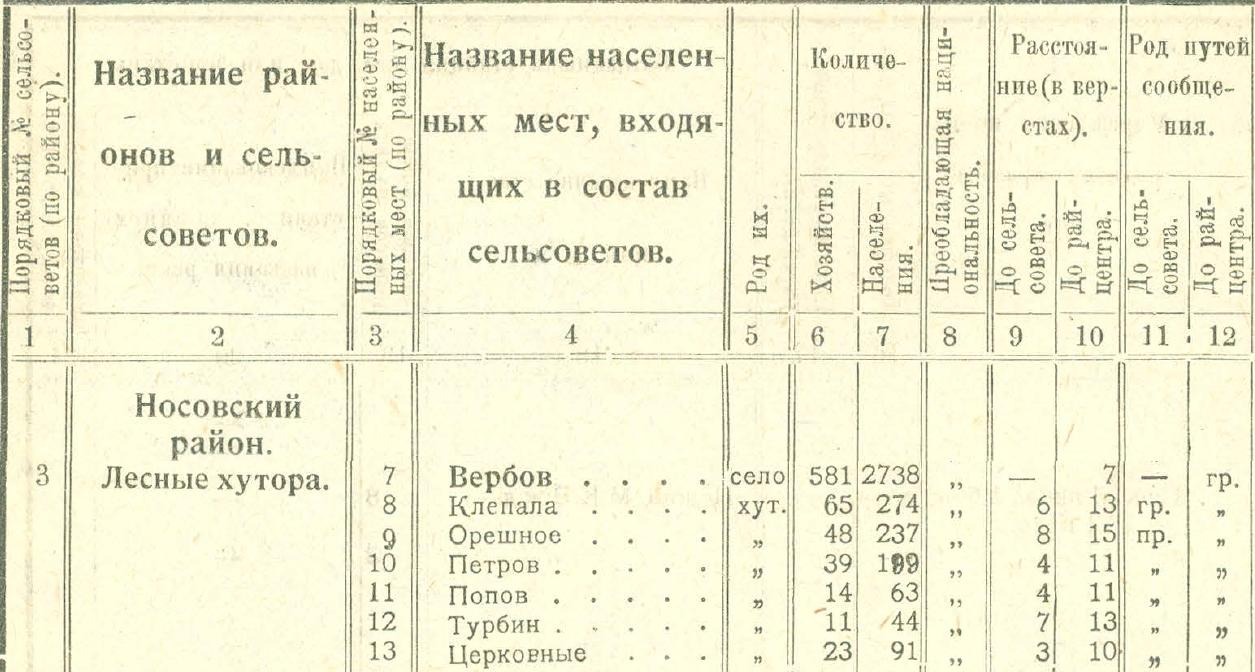

Вербів за радянської влади називався також «Фрунзе» — за назвою колишнього однойменного колгоспу і «Завод Побідит» — за назвою заводу-філіалу Київського заводу «Меридіан» ім. С. П. Корольова.

## Люди
- Шаула Микола Захарович — землевласник, земський начальник 3-ї дільниці Ніжинського повіту, губернський секретар. Його маєток і землі знаходилися на Вербові. Був меценатом спорудження і попечителем Церковної другокласної школи.